# Me estás matando, Susana
Me estás matando, Susana és una pel·lícula mexicana dirigida per Roberto Sneider, estrenada el 19 d'agost de 2016 i protagonitzada per Gael García Bernal i Verónica Echegui. Està basada en la novel·la Ciudades desiertas, de José Agustín. Va ser presentada en la secció oficial del Festival Internacional de Cinema a Guadalajara.

## Sinopsi
Me estás matando, Susana conta de manera humorística la història d'amor i desamor entre Eligio (García Bernal) i Susana (Echegui).
Eligio és un actor de teatre que ha recorregut a les telenovel·les i els comercials com a mitjà de vida. És un típic "mascle mexicà", seductor, infidel, festejador, desconsiderat, controlador i gelós. La seva dona Susana, d'altra banda, és una jove escriptora espanyola que vol aprofitar el fet d'haver obtingut una beca per part d'una universitat a Iowa per abandonar sobtadament a Eligio i tenir temps i tranquil·litat per a escriure la seva novel·la.
Després d'investigar sobre el seu parador, Eligio decideix seguir a Susana als Estats Units, on la parella es reconcilia. A partir d'aquí, la pel·lícula mostra les contradiccions entre l'amor que Eligio sent per Susana i la idiosincràsia masclista que arrossega.

## Repartiment
- Gael García Bernal - Eligio
- Verónica Echegui - Susana
- Ashley Hinshaw - Irene
- Cassandra Ciangherotti - Marta
- Jadyn Wong - Altagracia
- Björn Hlynur Haraldsson - Slawomir
- Daniel Giménez Cacho - Editor
- Ilse Salas - Andrea
- Andrés Almeida - Adrián
- Gabino Rodríguez - Pato
- Tristan Carlucci - Cole
- Jeremy Walmsley - Doug
- Maite Suárez Diez - Nuria

## Nominacions i premis
En la LIX edició dels Premis Ariel va tenir sis nominacions (millor pel·lícula, millor actor, millor direcció, millor so, guió adaptat i disseny artístic), però no va aconseguir cap premi. També fou nominada a la Bisnaga d'Or a la millor pel·lícula al Festival de Màlaga de 2017.